# Christian Gottlieb Ludwig von Rabiel
Christian Gottlieb Ludwig von Rabiel (* 17. September 1729 in Eisleben; † 8. April 1805 in Breslau) war ein preußischer Generalmajor und Kommandant der Festung Glatz.

## Leben

### Herkunft
Er war der Sohn von Christian von Rabiel und dessen Ehefrau Susanne Sophie, geborene von Alvensleben. Sein Vater war Kammerherr und Oberamtsrat in Sachsen-Meiningen. Seine Schwester Johanna Ludolfine († 1795) war mit dem Oberst und Ritter des Ordens Pour le Mérite Achatz Wilhelm von Winterfeld (1721–1779) verheiratet.

### Militärkarriere
Rabiel wurde 1742 Page beim Herzog Ferdinand von Braunschweig. Während des Zweiten Schlesischen Krieges kämpfte er in den Schlachten von Hohenfriedberg und Kesselsdorf sowie bei der Belagerung von Prag. Am 11. Januar 1746 wurde Rabiel Gefreitenkorporal im Infanterieregiment „von Bonin“. Am 30. Mai 1752 stieg er zum Fähnrich auf und wurde am 29. November 1755 Sekondeleutnant. Während des Siebenjährigen Krieges kämpfte er bei Lobositz, Roßbach, Leuthen und Torgau. In der Zeit wurde er am 10. November 1760 Premierleutnant und am 2. Mai 1763 Stabskapitän.
Am 9. Juni 1766 wurde Ramien Kapitän und Kompaniechef sowie am 24. Juni 1777 Major. Als solcher nahm er 1778/79 am Bayerischen Erbfolgekrieg. Ab 13. Juli 1781 wurde er Kommandeur des Grenadierbataillons 5/20. Am 22. April 1784 wurde er als Bataillonskommandeur in das Infanterieregiment „von Lehwaldt“ versetzt. Am 13. März 1786 wurde er dort Oberstleutnant und am 13. Juni 1788 Oberst. Rabiel erkrankte schwer an Podagra und erhielt daher einen Versorgungsposten. Am 3. April 1791 wurde er dann als Kommandant nach Breslau versetzt, wofür er 1466 Taler Sold erhielt und am 23. April 1791 zum Generalmajor befördert wurde. Mit dem Beginn des Ersten Koalitionskrieges erhielt er am 1. September 1791 den Auftrag bei Abwesenheit des Gouverneurs des Fürsten Hohenlohe, dessen Geschäfte zu übernehmen. Am 6. November 1793 wurde er dann als Kommandant in die Festung Glatz versetzt. Dort wurden Rabiel am 18. März 1792 die Governeursgeschäfte ad interim übertragen, bis der Gouverneur aus dem Feld zurückkehrte. Am 11. Januar 1796 feierte er noch sein 50-jähriges Dienstjubiläum. Erst am 5. November 1804 erhielt er seine Demission und dazu eine Pension von 1086 Talern.

### Familie

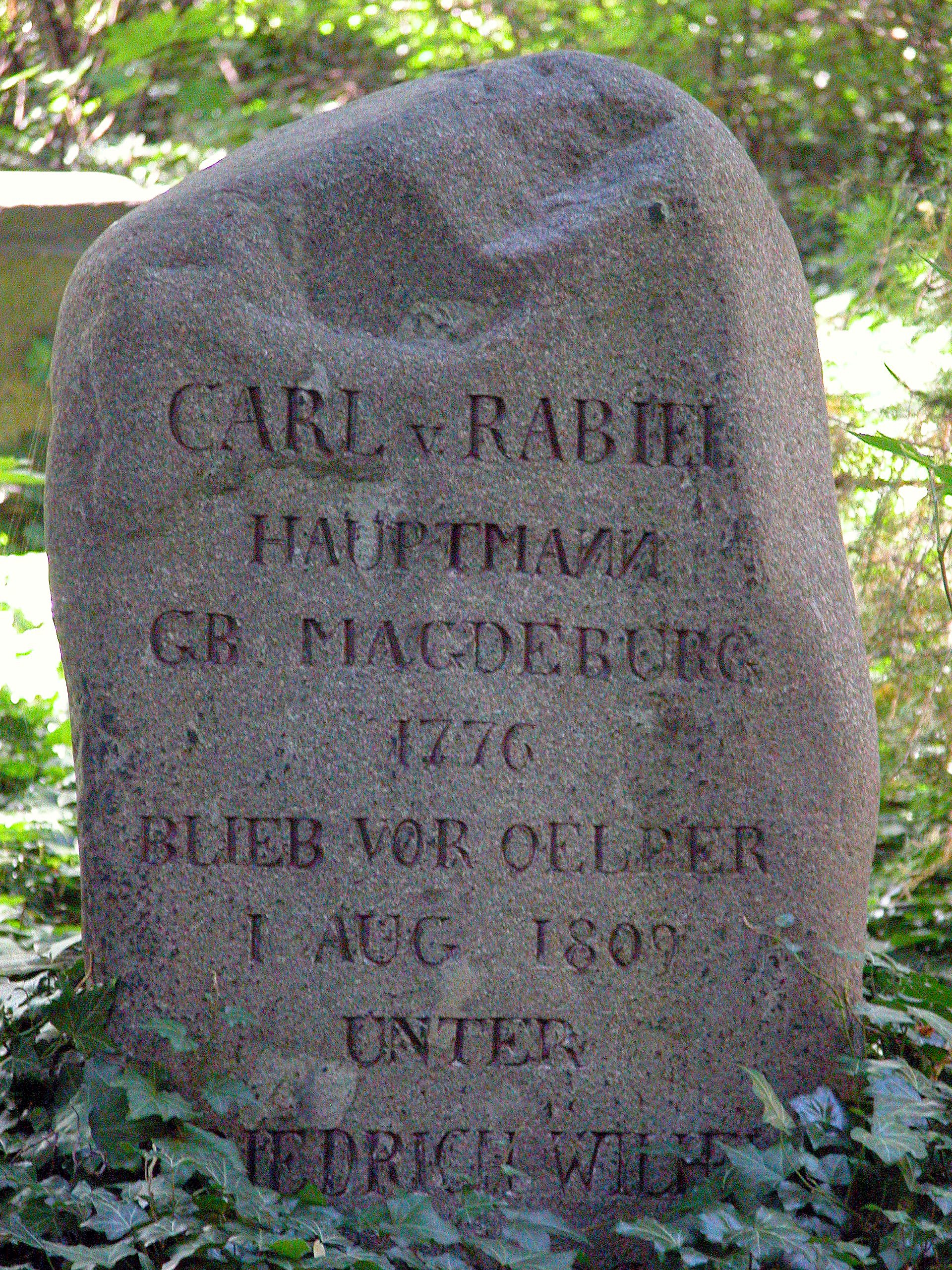
Grabstein des Carl Friedrich von Rabile (1776–1809)

Rabiel heiratete am 14. Oktober 1766 in Eichenbarleben Henriette Christiane Wilhelmine von Alvensleben (1737–1783). Das Paar hatte mehrere Kinder:
- Helene Sophie (1768–1820) ⚭ Johann Nepomuk Karl von Frobel (1757–1809), Landrat[3]
- Friedrich Ludwig (1763–1833) Oberstleutnant a. D.[4]
- Erich Gebhard Ferdinand (* 1770)
- Friedrike Wilhelmine Auguste (* 1772) ⚭ Felix Franz August von Albert († 1812), Mineuroberst[5]
- Charlotte Luise Theophile (* 1773)
- Carl Friedrich (1776–1809), gefallen bei dem Dorf Ölper als Kapitän der Schwarzen Schar[6]
- Karl August Gottlob (1780–1784)